# Список дружественных друг другу колледжей Оксбриджа
Большинство колледжей, входящих в Кембриджский и Оксфордский университеты, именуемые Оксбриджем для краткости, объединены в так называемые «колледжи-побратимы» (англ. sister colleges) в рамках двух университетов. Масштаб взаимодействия различен в каждой паре соответствия, но обычно включает право обедать в родственном колледже, право бронировать там жильё, а также проведение совместных мероприятий между членами JCR (англ. Junior Common Room) и взаимные приглашения на майские балы.
Тринити-колледж в Дублине, являющийся колледжем-побратимом колледжем Ориел-колледжа в Оксфорде и колледжа Святого Иоанна в Кембридже, уникален тем, что является единственным не входящим в Оксбридж учебным заведением, имеющим статус побратима с колледжем Оксбриджа.
Большинство пар соответствия отражают сходство между двумя рассматриваемыми колледжами, часто с параллельной историей. Например, Университетский колледж Оксфорда (старинный и престижный колледж, основанный в 1249 году) находится в паре с Тринити-Холлом Кембриджа (имеющим такую же репутацию, но основанным в 1350 году). Уставы Нового колледжа в Оксфорде, основанного в 1379 году, разработанные Уильямом Уайкхемом, легли в основу создания его родственного колледжа — Королевского колледжа в Кембридже. И хоры этих колледжей отличает великолепное качество исполнения.
Основанный учёными из Мертон-колледжа, одного из старейших колледжей Оксфорда (основан в 1264 году), Питерхаус (основан в 1284 году) — это первый колледж Кембриджа. Аналогичным образом, Сомервиль-колледж в Оксфорде (основанный в 1879 году как женское учебное заведение) образует пару соответствия с Гиртон-колледжем в Кембридже (также исторически сугубо женский колледж, основанный в 1869 году).
Колледж Святой Екатерины в Оксфорде (самый новый колледж бакалавриата в Оксфорде (основан в 1963 году) образует пару соответствия с колледжем Робинсона в Кембридже (самый новый колледж Кембриджа, основанный в 1977 году).
Ориел-колледж и колледж Св. Хью в Оксфорде оспаривают друг у друга право на статус колледжа-побратима с колледжем Клэр в Кембридже. Хотя Ориэль и Клэр имеют общий год основания (1326) и долгую историю сотрудничества, в 1980-х годах недавно перешедшая в смешанный тип обучения школа Клэр объединилась с тогдашней женской школой Св. Хью, чтобы выразить протест против того, что Ориэль оставался закрытым для противоположного пола мужским заведением. На данный момент научные школы Св. Хью и Ориэл являются открытыми для совместного обучения противоположных полов.

## Таблица соответствия
| № п/п | КембриджДевиз: лат. Hinc lucem et pocula sacra Перевод: рус. «Здесь [мы обретаем] свет и священные сосуды [знания]» | ОксфордДевиз: лат. Dominus illuminatio mea (Псалом 26) Перевод: рус. «Господь — мой свет»                  | Взаимодействие |
| ----- | --- | --- | --- |
| 1     | Королевский колледж (англ. King's College)                                                                          | Новый колледж (англ. New College)                                                                          | Королевский колледж и Итонский колледж (англ. Eton College, основан в 1441 году) построены на учебной модели Нового колледжа и Винчестерского колледжа (англ. Winchester College, основан в 1379 году).                                                    |
| 2     | Куинз-колледж (англ. Queens' College)                                                                               | Пембрук-колледж (англ. Pembroke College)                                                                   | Куинз-колледж также является колледжем-побратимом Колледжа Эзры Стайлза (англ. Ezra Stiles College) в Йельском университете. |
| 3     | Пембрук-колледж (англ. Pembroke College)                                                                            | Куинз-колледж (англ. The Queen's College)                                                                  | + |
| 4     | Тринити-Холл (англ. Trinity Hall)                                                                                   | Колледж всех душ (англ. All Souls College) Университетский колледж (англ. University College)              | Университетский колледж (основан в 1249 году) и Тринити-Холл (основан в 1350 году) являются старинными колледжами. |
| 5     | Тринити-колледж (англ. Trinity College)                                                                             | Крайст-Чёрч-колледж (англ. Christ Church)                                                                  | Оба основаны в 1546 году, с подачи Генриха VIII, на базе других учебных заведений. |
| 6     | Колледж Чёрчилля (англ. Churchill College)                                                                          | Тринити-колледж (англ. Trinity College)                                                                    | + |
| 7     | Колледж Христа (англ. Christ's College)                                                                             | Колледж Уодхэм (англ. Wadham College)                                                                      | + |
| 8     | Колледж Святого Иоанна (англ. St John's College)                                                                    | Баллиол-колледж (англ. Balliol College)                                                                    | (Колледж Святого Иоанна также является колледжем-побратимом Тринити-колледжа в Дублине.) |
| 9     | Сидни-Сассекс-колледж (англ. Sidney Sussex College)                                                                 | Сент-Джонс колледж (англ. St John's College)                                                               | + |
| 10    | Колледж Иисуса (англ. Jesus College)                                                                                | Колледж Иисуса (англ. Jesus College)                                                                       | + |
| 11    | Колледж Корпус-Кристи (англ. Corpus Christi College)                                                                | Колледж Корпус-Кристи (англ. Corpus Christi College)                                                       | + |
| 12    | Питерхаус (англ. Peterhouse)                                                                                        | Мертон-колледж (англ. Merton College)                                                                      | Питерхаус (1284 год) был основан учёными людьми из Мертон-колледжа (1264 год). |
| 13    | отсутствует | Хартфорд-колледж (англ. Hertford College)                                                                  | + |
| 14    | Эммануил-колледж (англ. Emmanuel College)                                                                           | Эксетер-колледж (англ. Exeter College)                                                                     | + |
| 15    | Клэр-колледж (англ. Clare College)                                                                                  | Ориел-колледж (англ. Oriel College) Колледж Святого Хью (англ. St Hugh's College)                          | Оспаривается: Ориел-колледж и Клэр-колледж оба основаны в 1326 году, однако в 1980-х Клэр вступил в ассоциацию с тогда сугубо женским Колледжем Святого Хью. (Ориел-колледж также является колледжем-побратимом по отношению к Тринити-колледжу в Дубине.) |
| 16    | Колледж Гонвилл-энд-Киз (англ. Gonville and Caius College)                                                          | Брасенос-колледж (англ. Brasenose College)                                                                 | Колледжи объединены одной значимой благотворительницей — Джокосой Франклэнд (англ. Jocosa Frankland). |
| 17    | Даунинг-колледж (англ. Downing College)                                                                             | Линкольн-колледж (англ. Lincoln College)                                                                   | + |
| 18    | Колледж Магдалины (англ. Magdalene College)                                                                         | Колледж Магдалины (англ. Magdalen College)                                                                 | Оба названы в честь святой Марии Магдалины (англ. Mary Magdalene). |
| 19    | Колледж Святой Екатерины (англ. St Catharine's College)                                                             | Вустер-колледж (англ. Worcester College)                                                                   | + |
| 20    | Гёртон-колледж (англ. Girton College)                                                                               | Сомервиль-колледж (англ. Somerville College)                                                               | Оба колледжа были основаны как женские. |
| 21    | Селвин-колледж (англ. Selwyn College)                                                                               | Кибл-колледж (англ. Keble College)                                                                         | Оба эти викторианских учебных заведения названы в честь англиканских клириков. |
| 22    | Ньюнэм-колледж (англ. Newnham College)                                                                              | Леди-Маргарет-Холл (англ. Lady Margaret Hall)                                                              | + |
| 23    | Колледж Мюррей Эдвардс (англ. Murray Edwards)                                                                       | Колледж Святой Анны (англ. St Anne's College)                                                              | + |
| 24    | Хьюз-Холл (англ. Hughes Hall)                                                                                       | Линакр Колледж (англ. Linacre College)                                                                     | + |
| 25    | Колледж Святого Эдмунда (англ. St Edmund's College)                                                                 | Колледж Грин Темплтон (англ. Green Templeton College)                                                      | + |
| 26    | Фицуильям-колледж (англ. Fitzwilliam College)                                                                       | Сент-Эдмунд-Холл (англ. St Edmund Hall)                                                                    | + |
| 27    | отсутствует | Колледж Святого Петра (англ. St Peter's College)                                                           | Ожидается |
| 28    | отсутствует | Рубен Колледж (англ. Reuben College)                                                                       | Ожидается |
| 29    | отсутствует | Наффилдский колледж (англ. Nuffield College)                                                               | Ожидается |
| 30    | Колледж Робинсона (англ. Robinson College)                                                                          | Колледж Святой Екатерины (англ. St Catherine's College)                                                    | Колледж Святой Екатерины (основан в 1963 году) и Колледж Робинсона (основан в 1977 году) — это недавно основанные учебные заведения. |
| 31    | Колледж Дарвина (англ. Darwin College)                                                                              | Колледж Вулфсона (англ. Wolfson College)                                                                   | Оба основаны как магистратуры. |
| 32    | Клэр-Холл (англ. Clare Hall)                                                                                        | Колледж Святого Креста (англ. St Cross College)                                                            | + |
| 33    | Колледж Люси Кавендиш (англ. Lucy Cavendish College)                                                                | Колледж Регентс Парк (англ. Regent's Park College)                                                         | + |
| 34    | Хомертон-колледж (англ. Homerton College)                                                                           | Манчестерский колледж Харриса (англ. Harris Manchester College) Мэнсфилд-колледж (англ. Mansfield College) | + |
| 35    | Колледж Вулфсона (англ. Wolfson College)                                                                            | Колледж Святого Антония (англ. St Antony's College)                                                        | + |
| 36    | отсутствует | Келлог-колледж (англ. Kellogg College)                                                                     | Ожидается |